# Oczyszczalnia ścieków w Woli Kalinowskiej
Oczyszczalnia ścieków w Woli Kalinowskiej – oczyszczalnia ścieków obsługująca ok. 40 km sieci kanalizacyjnej w gminie Sułoszowa.

## Historia
W grudniu 2003 oczyszczalnia ścieków wraz z siecią kanalizacyjną w części Woli Kalinowskiej została przekazana do eksploatacji. Oczyszczania ścieków zapewnia pełne, mechaniczno-biologiczne oczyszczanie metodą niskoobciążonego osadu czynnego o przedłużonym napowietrzaniu z jednoczesnym usuwaniem związków biogennych i wykorzystaniem procesu filtracji ścieków na osadzie zawieszonym w strefie separacji. Odbiornikiem oczyszczonych ścieków jest Prądnik, zaś stały osad jest przewożony do oczyszczalni w Krakowie lub Olkuszu i poddawany dalszej przeróbce. W związku z rozbudową sieci kanalizacyjnej w Gminie Sułoszowa w 2010 r. znacznie powiększono kubaturę obiektu i zwiększono przepustowość z 100 do 350 m³ na dobę. Krzysztof Bolek, prezes WFOŚiGW w Krakowie, wyliczył, że dzięki zakończeniu II etapu rozbudowy oczyszczalni, rocznie do Prądnika nie trafi 20 ton zanieczyszczeń. Docelowo, po wykonaniu III etapu rozbudowy oczyszczalnia będzie miała przepustowość 600 m³ na dobę.